# Tityobuthus ivohibe
Espèce
Tityobuthus ivohibe est une espèce de scorpions de la famille des Ananteridae.

## Distribution
Cette espèce est endémique de la région d'Ihorombe à Madagascar. Elle se rencontre vers Ivohibe.

## Description
Le tronc de la femelle holotype mesure 3,0 mm.

## Systématique et taxinomie
Cette espèce a été décrite par Lourenço et Goodman en 1999.

## Étymologie
Son nom d'espèce lui a été donné en référence au lieu de sa découverte, Ivohibe.

## Publication originale
- Lourenço & Goodman, 1999 : « Taxonomic and ecological observations on the scorpions collected in the forest of Ankazomivady-Ambositra and on the "RS d'Ivohibe", Madagascar. » Revista de Biologia Tropical, vol. 47, no 3, p. 475-482 (texte intégral).